# فيروز نادري (عالم إيراني)
فيروز مايكل نادري (بالفارسية: فیروز نادری) ولد في 25 مارس 1946 وهو عالم إيراني أمريكي قضى 36 عاما في العديد من المناصب الفنية والتنفيذية في وكالة ناسا تحديدا في مختبر الدفع النفاث (JPL) حيث ساهم في بعض البعثات الفضائية الآلية الأكثر شهرة في الولايات المتحدة الأمريكية.
تقاعد من وكالة ناسا عام 2016 وعمل مستشارًا إداريًا للشركات الناشئة ذات التقنية العالية، ومتحدثًا عامًا. أقام في حي «باليساديس» في لوس أنجلوس.

## النشأة والتعليم
بدأ تعليمه الابتدائي في مسقط رأسه في شيراز، ثم التحق مدرسة دون بوسكو الداخلية الإيطالية في طهران، وغادر إيران في عام 1964 إلى الولايات المتحدة لمتابعة دراسته الجامعية.
حصل على شهادة البكالوريوس في الهندسة الكهربائية في جامعة ولاية أيوا في عام 1969، قبل أن ينتقل إلى كاليفورنيا. وبعد العمل كمهندس في سانتا باربرا لمدة عامين، التحق بجامعة جنوب كاليفورنيا في لوس أنجلوس حيث حصل على ماجستير في عام 1972 ودرجة الدكتوراه في عام 1976 في الهندسة الكهربائية.
بعد إكمال تعليمه، عاد إلى إيران لمدة ثلاث سنوات، وعمل في وكالة الاستشعار عن بعد الإيرانية لكنه عاد إلى أمريكا في يوليو 1979 بعد أحداث الثورة الإسلامية ولم يعد إلى إيران بعدها.

## وظائف في وكالة ناسا
بدأ عمله مهندسًا لنظام الاتصالات في مختبر الدفع النفاث في وكالة ناسا في سبتمبر 1979 وخلال دورة مهنية استمرت ثلاثة عقود ترقى فيها إلى المناصب التنفيذية العليا. امتدت حياته المهنية في مختبر الدفع النفاث إلى هندسة النظم، وتطوير التكنولوجيا، وإدارة المشاريع والبرامج لأنظمة الاتصالات الساتلية، ومراصد استشعار الأرض عن بُعد، والمراصد الفيزيائية الفلكية، وأنظمة الكواكب. كان عمله المبكر في مختبر الدفع النفاث يرتكز على تصميم النظام للأنظمة الساتلية الكبيرة لتغطية الهاتف الخلوي على الصعيد الوطني.
انتقل إلى مقر وكالة ناسا لمدة عامين في منتصف ثمانينيات القرن العشرين ليعمل مديرًا لبرامج للقمر الصناعي لتكنولوجيا الاتصالات المتقدمة، فصار العالم الأبرز في مجال الأقمار الصناعية التجارية والفضائية متعددة الحزم.
عند عودته إلى مختبر الدفع النفاث، أصبح مديراً لمشروع «NASA Scatterometer (NSCAT)» الذي يهدف إلى قياس الرادار الفضائي للرياح فوق المحيطات العالمية وتطبيقه في مجال التوقعات الجوية. وقد حصل على ميدالية القيادة المتميزة من وكالة ناسا لإدارته لهذا المشروع. بعد ذلك أدار برنامج «أوريجنز» (بالإنجليزية: Origins)‏ في منتصف التسعينيات، وهو خطة ناسا الطموحة والمزودة بأفضل التكنولوجيا للبحث عن الكواكب الشبيهة بالأرض في الأنظمة الكوكبية الأخرى.

### إدارة برنامج المريخ

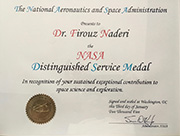
ميدالية خدمة ناسا المتميزة

عُيين مديراً لبرنامج وكالة ناسا لاستكشاف المريخ في أبريل 2000 بعد أن عانت الوكالة من إخفاقين متتاليين في العام السابق. وفي صيف عام 2000 ساعد في إعادة تخطيط البرنامج كسلسلة من المهام المترابطة علمياً وتكنولوجياً وعملياً مع مركبة فضائية تطلق على المريخ كل عامين.
قاد البرنامج للسنوات الخمس التالية، وهي فترة تضمنت الهبوط الناجح لرحلات استكشاف المريخ ومركبة سبيريت وأبورتيونيتي. ومن عام 2000 إلى 2012 كان هنالك 6 بعثات أمريكية متتالية ناجحة وغير مسبوقة إلى المريخ (4 منها هبطت واثنتان دارتنا حول الكوكب) بناءً على خريطة الطريق التي وضعها في صيف عام 2000. وحصل نادري على أعلى جائزة في ناسا لإدارته برنامج المريخ وهي وسام الخدمة المميزة لناسا.

### مدير استكشاف النظام الشمسي
خلال السنوات الخمس الأخيرة التي قضاها في مختبر الدفع النفاث، كان مديرًا لبرنامج استكشاف النظام الشمسي، ومسؤولًا عن المركبة الفضائية «كاسيني» المرسلة إلى زحل، ومهمة داون المرسلة إلى الكويكبات فيستا و V-سيريس، ومهمة جونو إلى المشتري، وتشكيل أول طائرة مروحية على سطح المريخ، ومهمة بمليارات الدولارات إلى قمر أوروبا بحثًا عن الحياة خارج الأرض.

## الكويكب نادري
بعد 36 عامًا من العمل تقاعد من وكالة ناسا في فبراير 2016. وفي حفل الوداع التكريمي له، أُعلن عن إعادة تسمية الكويكب «1989 EL1» إلى الكويكب «5515 نادري» لمساهمته في استكشاف الفضاء. والكويكب المذكور اكتشفته الفلكية الأمريكية إليانور هيلين في مرصد بالومار في مقاطعة سان دييغو سنة 1989، ويبلغ قطره حوالي 10 كيلومترات. يدور حول نفسه كل 5.2 ساعة ويدور حول الشمس كل 4.4 سنة. يقول نادري: «لحسن الحظ، إنه غير مهدد للأرض!».

## الحياة بعد وكالة ناسا
بعد تقاعده من العمل في وكالة ناسا، عمل مستشارًا إداريًا للشركات الناشئة ذات التقنية العالية ومتحدثًا عامًا. كما يعمل مدربًا ومرشدًا للجيل القادم من القادة في المجتمع الإيراني الأمريكي.

## تمثيل إيران في حفل توزيع جوائز الأوسكار التاسع والثمانين
مثل هو والرائدة أنوشه أنصاري وصانع الأفلام الإيراني أصغر فرهادي دولتهم في حفل توزيع جوائز الأوسكار التاسع والثمانين لفوزه بجائزة أفضل فيلم بلغة أجنبية. وبسبب غياب فرهادي بسبب حظر الرئيس دونالد ترامب سنة 2017 للهجرة من سبع دول إسلامية بما في ذلك إيران؛ اختار فرهادي كلًا من نادري وأنصاري ممثلين له في حفل توزيع جوائز الأوسكار باعتبار كلاهما من الأمريكيين الإيرانيين الناجحين.

## الجوائز وشهادات التقدير
- زميل المعهد الأمريكي للملاحة الجوية والفضائية (AIAA) [10]
- وكالة ناسا، ميدالية القيادة المتميزة
- 1997 - ميدالية قاعة مشاهير تكنولوجيا الفضاء [11]
- 2005 - وسام الشرف من جزيرة إليس [12]
- 2005 - وكالة ناسا، وسام الخدمة المتميزة. تعد هذه أعلى جائزة تمنحها وكالة ناسا، «لمساهمته البارزة في علوم الفضاء واستكشافه».[3]
- 2007 - مجلس المهندسين في نورثريدج، كاليفورنيا، جائزة Theodore von Kármán Excellence Excellence [13]
- 2010 - الجمعية الأمريكية للملاحة الفضائية (AAS) جائزة William Randolph Lovelace II [14]
- 2015 - "Great Immigration: The Pride of America" من مؤسسة كارنيغي بنيويورك [15]
- 2016 - أُعيد تسمية الكويكب 1989 EL1 إلى الكويكب "5515 Naderi" [2]

## روابط خارجية
- السيرة الذاتية لفيروز Naderi على موقع JPL ، من عام 2017
- السيرة الذاتية لفيروز نادري في السفارة الأمريكية الافتراضية في إيران، من عام 2015